# Нитрид европия(III)
Нитрид европия(III) — бинарное неорганическое соединение
европия и азота с формулой EuN,
черные кристаллы,
реагируют с водой.

## Получение
- Реакция тонкоизмельчённого металла, его гидрида или амальгамы с азотом:

{\displaystyle {\mathsf {2Eu+N_{2}\ {\xrightarrow {800-1000^{o}C}}\ 2EuN}}}

## Физические свойства
Нитрид европия(III) образует черные кристаллы
кубической сингонии,
пространственная группа F m3m,
параметры ячейки a = 0,5007 нм (или 0,5014 нм), Z = 4.
Обладает металлической проводимостью.